# Chirothecia crassipes
Chirothecia crassipes là một loài nhện trong họ Salticidae.
Loài này thuộc chi Chirothecia. Chirothecia crassipes được Władysław Taczanowski miêu tả năm 1878.